# ۵۷۰ (قمری)
۵۷۰ (قمری)، پانصد و هفتادمین سال در گاهشماری هجری قمری است. اول محرم این سال برابر با نهم اوت سال ۱۱۷۴ میلادی است.